# Sina Siegenthaler
Sina Siegenthaler (Schangnau, 27 settembre 2000) è una snowboarder svizzera.

## Biografia
Siegenthaler ha ottenuto la sua prima vittoria in Coppa del Mondo a Cervinia il 16 dicembre 2023. Ai Campionati Mondiali di Engadina 2025 ha vinto la medaglia di bronzo nello snowboard cross a squadre in coppia con Valerio Jud.

## Palmarès

### Mondiali
- 1 medaglia
  - 1 bronzo (snowboard cross a squadre a Engadina 2025)

### Mondiali juniores
- 1 medaglia:
  - 1 argento (snowboard cross a squadre a Reiteralm 2019)

### Coppa del Mondo
- Miglior piazzamento nella Coppa del Mondo di snowboard cross: 8ª nel 2020 e nel 2024
- 4 podi:
  - 1 vittoria
  - 1 secondo posto
  - 2 terzi posti

#### Coppa del Mondo - vittorie
| Data             | Località | Paese  | Specialità |
| ---------------- | -------- | ------ | ---------- |
| 16 dicembre 2023 | Cervinia | Italia | SBX        |

Legenda:

SBX = Snowboard cross